# Josef Bohuslav Foerster
Josef Bohuslav Foerster, narozen jako Josef Caspar Franz Förster (30. prosince 1859 Praha – 29. května 1951 Nový Vestec u Staré Boleslavi), byl český hudební skladatel, pedagog, spisovatel a hudební kritik.

## Rodinná hudební tradice
J. B. Foerster pochází z kantorského rodu s dlouhou hudební tradicí. Otec, Josef Förster (1833 – 1907), byl významnou osobností pražského hudebního života. Proslul zejména jako ředitel kůru u sv. Vojtěcha, kde usiloval o reformu chrámové hudby v duchu ceciliánského hnutí. Roku 1887 byl povolán na kapelnické místo u sv. Víta. Pedagogicky působil na učitelském ústavu a na Pražské konzervatoři. Jako skladatel na sebe upozornil především skladbami církevními a varhanními. Důkazem všeobecně uznávané hudební autority Josefa Foerstera je jeho zvolení členem Akademie věd. Matka J. B. Foerstera, Marie, roz. Hladíková (1838 –1878), byla rovněž hudebně vzdělaná stejně jako všichni jeho sourozenci (Marie, Anna, Viktor a Božena). Mladší bratr Viktor Foerster byl malířem a mozaikářem.

## Mládí a studium (1859–1882)

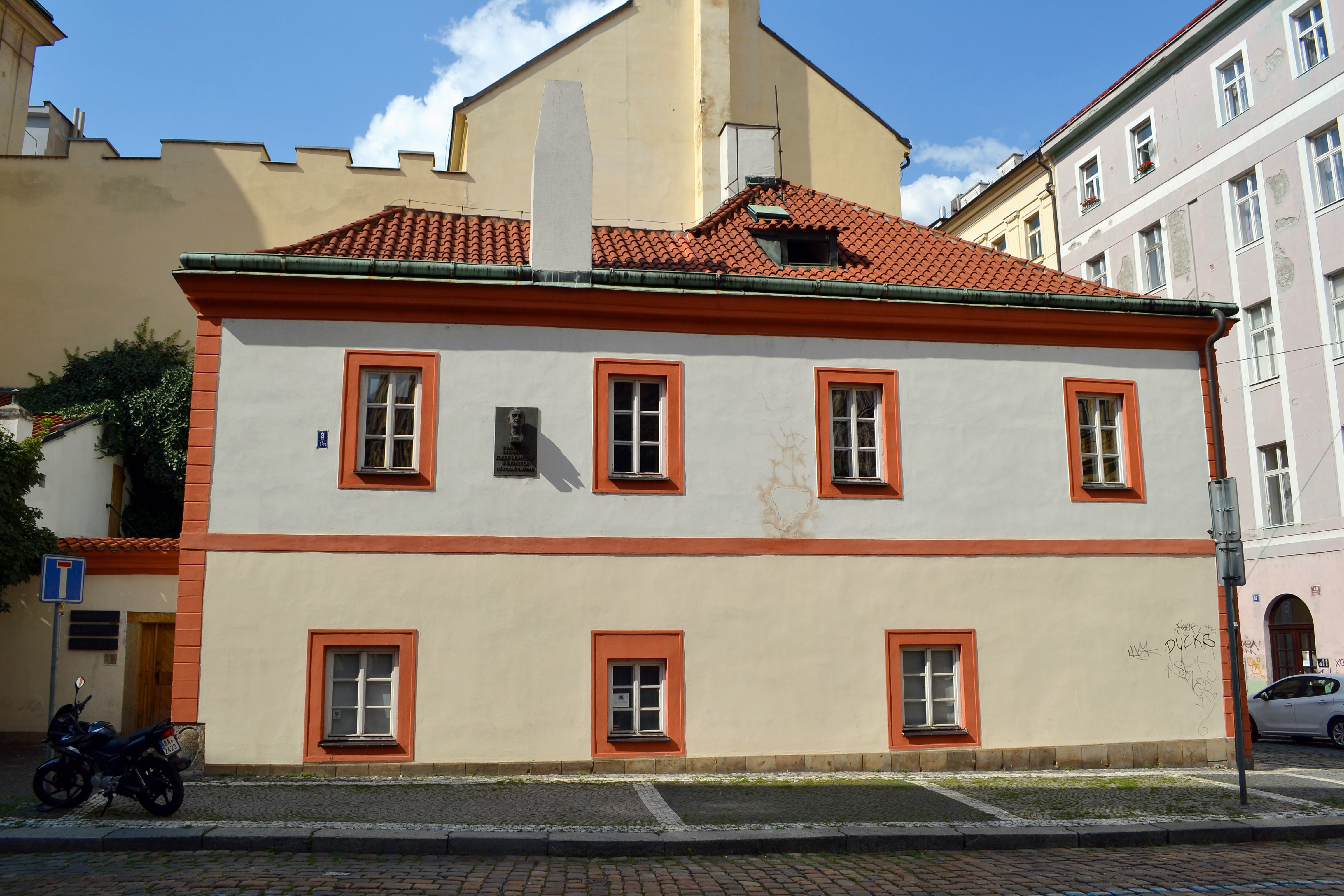
Josef Bohuslav Foerster prožil své dětství v Pštrossově ulici č. 201/19 na Novém Městě. Na domě je pamětní deska.

Josef Bohuslav byl vychováván v harmonickém rodinném prostředí prodchnutém uměním a intelektem. Otec, ačkoliv si z praktických důvodů nepřál, aby se jeho děti věnovaly hudbě „z povolání“, si velmi zakládal na jejich hudebním vzdělání. Devítiletého J. Bohuslava poslal do klavírního ústavu Celestýna Müllera, po třech letech byl převzat do domácího vyučování. Osenický děd Foerster ho učil na violoncello, Josef Cainer na varhany. Mezi lety 1871–1875 vystudoval J. Bohuslav gymnázium ve Spálené ulici a od roku 1875 pokračoval ve studiu na vyšší reálce pražské, kde byly položeny základy jeho všestranné vzdělanosti, zájmu o literaturu a malířství. Odtud také pramení jeho obdiv k tvorbě Josefa Václava Sládka, který trval po celý život.
Před ukončením střední školy J. B. Foerstera hluboce zasáhla smrt jeho milované matky. Tato smutná událost se pravděpodobně výrazně promítla do základní nálady a charakteru Foersterovy rané tvorby. Po maturitě (1878) začíná na přání otce studovat chemii na německé technické škole, jeho osobnost však stále intenzivněji tíhne k hudbě. V říjnu roku 1879 se Foerster definitivně rozhodl pro hudební dráhu a ještě tentýž rok vstupuje na pražskou varhanickou školu. Zde je žákem Adolfa Průchy, Františka Blažka a ředitele školy Františka Zdeňka Skuherského. Po třech letech absolvuje s velmi pozitivním hodnocením ředitele školy.

## První tvůrčí rozmach (1882 – 1893)
Záhy po skončení studií byl Foerster přijat jako varhaník u sv. Vojtěcha (1882–88) a k této činnosti pak zastával i místo učitele zpěvu na městském malostranském a smíchovském reálném gymnáziu (1885–86). V letech 1889–92 působil jako ředitel kůru v chrámu Panny Marie Sněžné. Mezi lety 1884 a 1892 na sebe upozornil jako hudební referent Národních listů svou snahou o propagaci Smetanova díla a bojem proti verismu a operetě v Národním divadle. Pečlivě sledoval dění na první české operní scéně a jeho pozornosti nemohl uniknout mimořádný talent mladé sopranistky Berty Lautererové. Tato diva vzbudila všeobecný zájem hudebních kritiků, Foerstera však zaujala celou svou bytostí. Dne 1. září 1888 spolu uzavřeli sňatek v pražském kostele svatého Vojtěcha..
Svou první skladbu zkomponoval Foerster už roku 1878, a to píseň pro svou matku. Jeho tvorba od roku 1878 do 1893 zahrnuje snad všechny hudební žánry. Jsou zastoupeny poměrně vyrovnaně, jen čistě instrumentální hudba mírně převažuje. Z instrumentální hudby jmenujme např. I. a II. smyčcový kvartet (1888, 1893), I. klavírní trio (1883), I. a II. symfonie (1888, 1893). Z vokálně instrumentálních děl si pozornost zaslouží především jeho Stabat Mater (1892) a opera Debora (1891). Dále se věnoval sborovým, písňovým a církevním kompozicím.

## Hamburk (1893 – 1903)
Rok 1893 zahajuje další etapu života i tvorby J. B. Foerstera. Jeho choť uzavřela smlouvu s Městským divadlem v Hamburku a od 1. září 1893 se stala jeho stálou členkou. J. B. Foerster ji v listopadu toho roku následoval a věnoval se zde skladatelské, pedagogické a žurnalistické činnosti. Jako referent se uplatnil v Hamburger Freie Presse a později též v Hamburger Nachrichten. Poslední tři roky svého hamburského pobytu vyučoval klavír na konzervatoři. V Hamburku se setkal s Gustavem Mahlerem, v té době hlavním dirigentem tamějšího Městského divadla. Oba umělce od té doby pojilo silné přátelské pouto a porozumění.
Co se týká jeho činnosti kompoziční, dá se konstatovat, že v tomto období výrazně ubylo čistě instrumentálních skladeb a přední místo zaujal písňový žánr. Mezi vrcholné písňové cykly hamburského období patří např. Písně jarní a podzimní (1896–98) nebo Láska (1899–1900). Mistrovská díla však vznikají i v žánru orchestrálním, komorním, jevištním nebo sborovém: III. symfonie (1894), orchestrální suita Cyrano de Bergerac (1903), II. klavírní trio (1894), opera Eva (1897), Devět mužských sborů (1894–97). Církevním kompozicím se J. B. Foerster v Hamburku nevěnoval, skladby tohoto typu z předchozího období jsou spojeny s jeho činností na kůru sv. Vojtěcha a chrámu Panny Marie Sněžné.

## Vídeň (1903 – 1918)
Po desetiletí stráveném v Hamburku se J. B. Foerster nevrátil do Čech, jak by byl si ze srdce přál. O jeho dalším osudu opět rozhodlo angažmá jeho ženy Berty ve Vídeňské dvorní opeře. Začala zde působit již od sezóny 1901/1902, J. B. Foerster však byl v Hamburku vázán povinnostmi, a tak se do Vídně přestěhoval až roku 1903. Obdobně jako v Hamburku se zde věnoval pedagogické činnosti jako profesor na Universität für Musik und darstellende Kunst Wien, žurnalistice jako referent listu Die Zeit a samozřejmě kompozici.
5. října roku 1905 se Josefu Bohuslavovi a Bertě Foersterovým narodil syn Alfred.

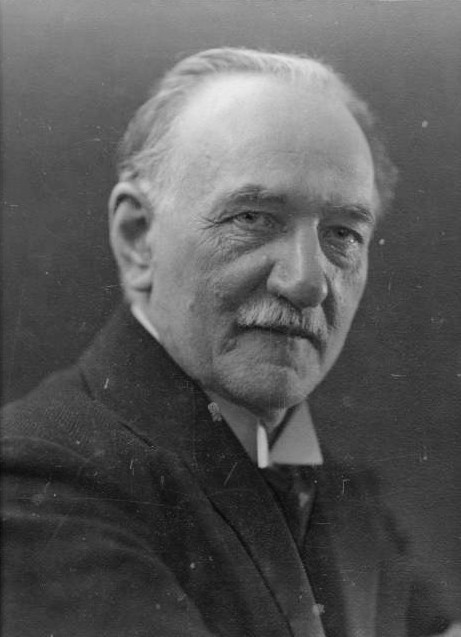
Josef Bohuslav Foerster před rokem 1920, foto Ignác Šechtl.

Důležitým mezníkem vídeňské éry byly oslavy jeho 50. narozenin. Při této příležitosti byla vydána kniha Zdeňka Nejedlého (Praha 1910) zachycující jako první dosavadní život a tvorbu J. B. Foerstera, vyšlo množství jeho skladeb tiskem jak v Praze, tak ve Vídni, byly pořádány koncerty věnované výhradně jeho tvorbě. Oskar Nedbal, který působil mezi lety 1906 a 1918 ve vídeňském symfonického Tonkünstler orchestru, měl rovněž nemalý podíl na propagaci Foersterova díla. Všechny tyto aktivity vedly ke zvýšení popularity a všeobecného povědomí o J. B. Foersterovi. Roku 1912 byl zvolen starostou Pěvecké župy vídeňské a rok poté jmenován čestným členem spolku Lumír. Ve Vídni Foerster spolupracoval s tamější českou menšinou a pořádal přednášky o hudbě. Vídeňské období, zvláště jeho první polovina, je považována za Foersterovo vrcholné tvůrčí období.
Mezi nejlepší skladby tohoto období patří např. IV. symfonie, "Veliká noc"  (1905), symfonické básně Legenda o štěstí (1909) a Jaro a touha (1912), III. smyčcový kvartet (1907), I. houslový koncert (1911) nebo klavírní cyklus Erotovy masky (1912). Z jeho vokálně-instrumentálních skladeb je nutno zmínit opery Jessika (1904) a Nepřemožení (1917), vrcholné písňové cykly Milostné písně (1914), Čisté jitro (1914–1918), Pohádka o dlouhé touze (1910) nebo Písně na slova Karla Hynka Máchy (1909). Z množství jeho vídeňských sborových kompozic je asi nejznámější cyklus Mrtvým bratřím (1918).

## Poutník se vrací… (1918 – 1951)

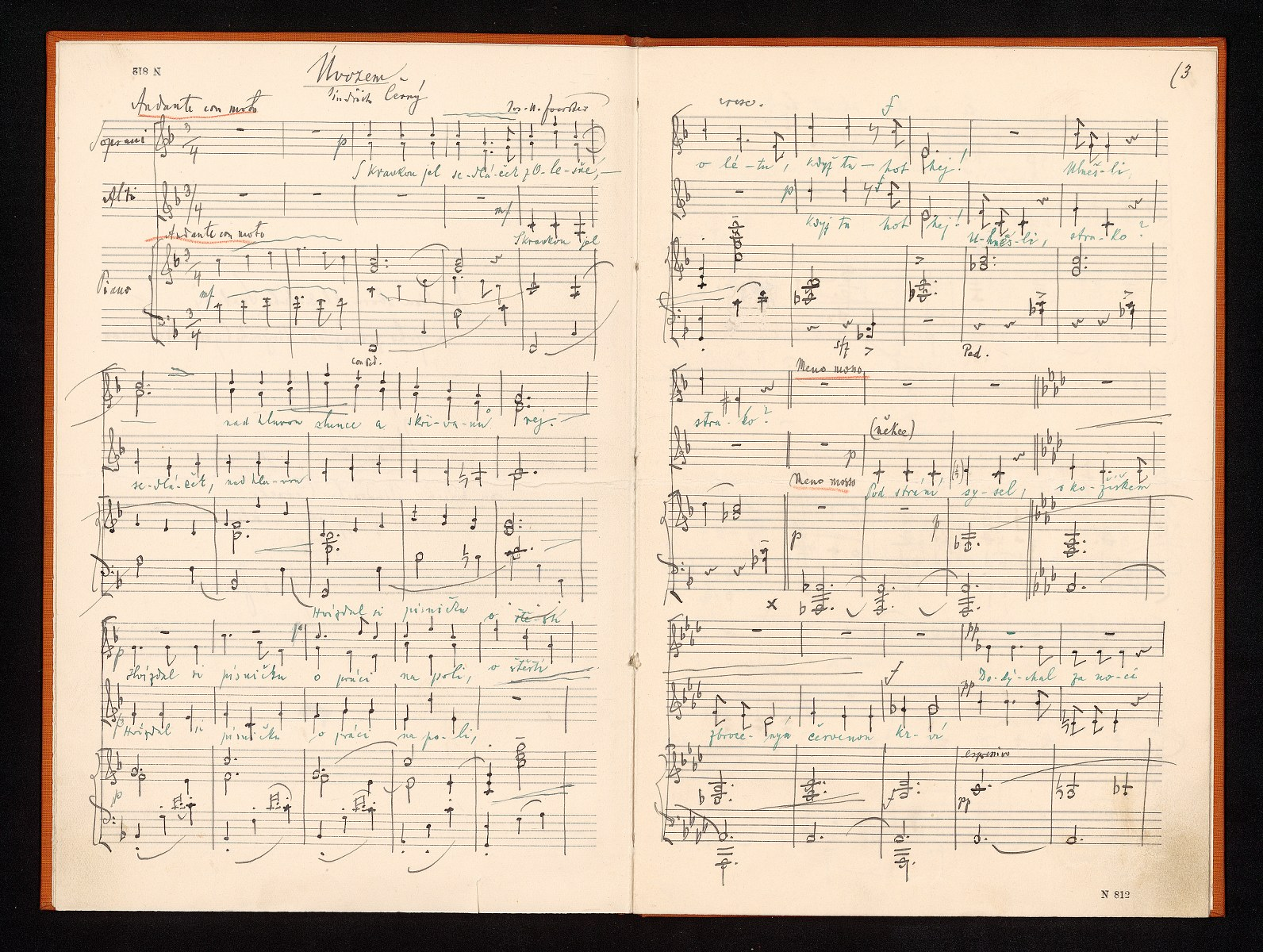
Rukopis Foerstrovy skladby Úvozem na text Jindřicha Černého (SOkA-Kladno)

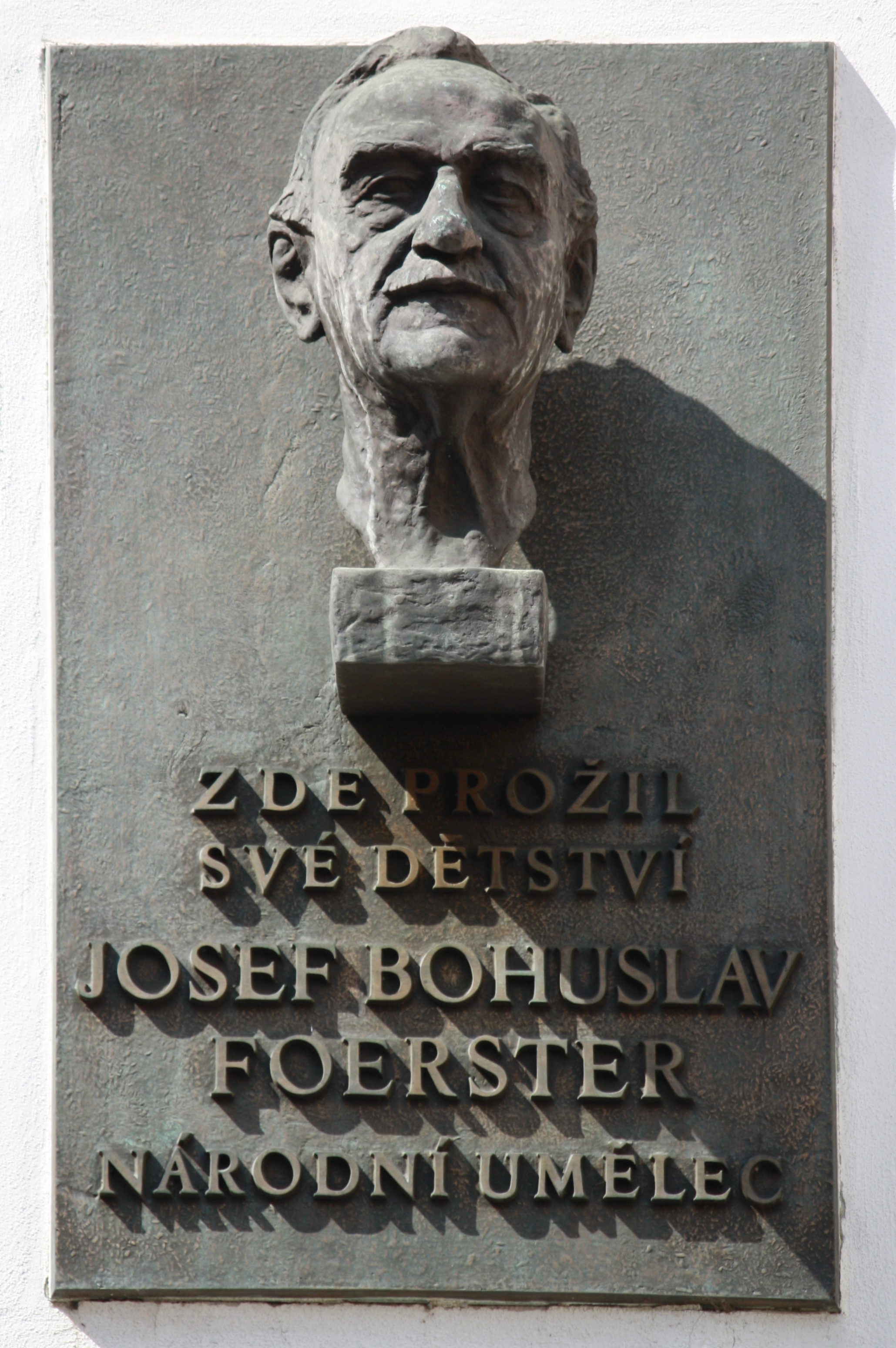
Pamětní deska s bustou na domě U Hrubšů v Praze

Po vzniku samostatného Československého státu se Foersterovi vrátili do Prahy (1918). Ačkoliv byl Foerster již vážený a uznávaný skladatel, nepřijala ho Praha zcela jednomyslně. Byl např. zpochybňován národní charakter jeho hudby a z jeho hudebního díla byla známa především sborová tvorba. Na druhé straně se zde však začala formovat skupina nadšenců, kteří se velmi zasadili o propagaci díla J. B. Foerstera, mezi ně patřil mj. Otakar Jeremiáš nebo Otakar Ostrčil. Za účelem propagace díla J. B. Foerstera vznikla v roce 1919 i Foersterova společnost, jejíž poslání spočívalo především v otázce nakladatelské. Při příležitosti oslav sedmdesátých narozenin J. B. Foerstera pak tato společnost zorganizovala cyklus pěti koncertů sestavených z Foersterových méně hraných kompozic různých žánrů a vydala tiskem množství Foersterových skladeb. K oslavám se připojil také O. Ostrčil, toho času dirigent a šéf opery Národního divadla, jenž uspořádal na první české scéně cyklus Foersterových oper.
Vedle komponování se J. B. Foerster i v Praze věnoval pedagogické činnosti: V roce 1919 byl povolán do funkce profesora na Pražské konzervatoři. Na jaře roku 1921 zemřel syn Alfred v šestnácti letech na horečnaté onemocnění. Mezi lety 1922–1931 vyučoval na mistrovské škole této konzervatoře. Třikrát byl zvolen jejím rektorem v letech 1922–23, 1928–29, 1929–1930. Kromě konzervatoře přednášel na Filosofické fakultě UK v Praze (1920–36), čestný doktorát Univerzity Karlovy obdržel už 27. listopadu 1919. Vrchol jeho společenské kariéry nastal v květnu roku 1931, kdy byl zvolen prezidentem České akademie věd a umění. Počátkem dubna 1936 zemřela Foersterova první manželka Berta a v prosinci téhož roku se znovu oženil. Jeho druhou manželkou se stala Olga Dostálová-Hilkenová. Ve funkci prezidenta AV setrval až do března 1939. Dne 23. listopadu 1945 mu byl jako prvnímu hudebníkovi udělen titul národního umělce.
Ve věku osmdesáti let se Foerster uchýlil do svého soukromí a věnoval se výhradně komponování. V tomto posledním tvůrčím období se J. B. Foerster soustředil zejména na sborovou tvorbu (cca 100 sborových skladeb). Důvodem byla nesmírná oblíbenost Foerstera mezi zpěváckými spolky, které si u Foerstera skladby objednávaly. Skladatele samozřejmě tato nezvyklá přízeň velmi těšila a rád sborům vždy vyhověl, mělo to však i svou stinnou stránku: Foerster vstoupil do povědomí veřejnosti jako skladatel sborů a na skladby ostatních žánrů se poněkud zapomnělo. Tento stav se až do dnešní doby nezměnil a bude třeba vynaložit mnoho úsilí k renesanci celého uměleckého odkazu J. B. Foerstera.
Josef Bohuslav Foerster zemřel v Novém Vestci u Staré Boleslavi dne 29. května 1951 ve věku 92 let. Byl pochován na pražských Olšanských hřbitovech do rodinné hrobky Foersterových (hrob č. 70, odd. 2, část 009).

## Charakteristika Foersterovy hudební řeči

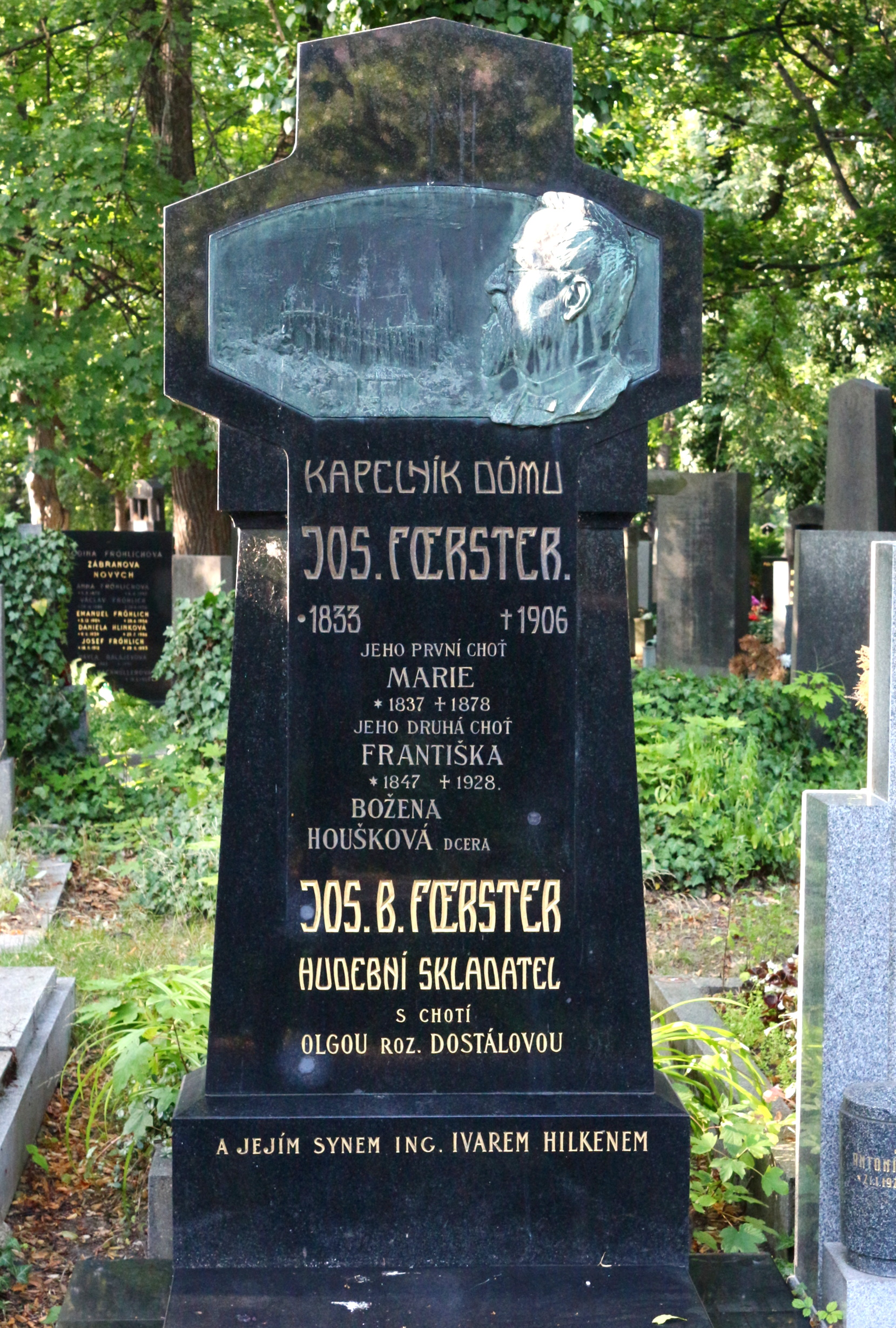
Hrob J. B. Foerstera na pražských Olšanských hřbitovech

Foersterova hudební řeč roste jednak z tvorby českých „klasiků“ Bedřicha Smetany, Antonína Dvořáka a Zdeňka Fibicha a dále z tvorby Petra Iljiče Čajkovského, Edvarda Hagerupa Griega a Roberta Schumanna. Ačkoliv se Foerster generačně řadí mezi českou hudební modernu, jeho tvorba se dá označit spíše za „tradiční“. Na rozdíl od Leoše Janáčka nebo Vítězslava Nováka se u Foerstera neobjevily žádné výrazné inovace. Foersterův charakteristický hudební styl vykrystalizoval již na počátku jeho hamburského období a kromě harmonické složky zůstal po celý jeho dlouhý tvůrčí život téměř neměnný.
Foerster byl svým bytostným založením lyrik, jeho hudba se vyznačuje intimní subjektivitou. Výrazným prvkem jeho tvorby je hluboká meditace a duchovní rozměr. Promítá se v ní rovněž úzký vztah k varhanní kompozici a vokální polyfonii, jehož kořeny lze spatřovat v období Foersterova dětství (otec – varhaník) a v období studia u Zdeňka Skuherského na varhanní škole. Nemálo přispěl ke svébytnosti Foersterova skladatelskému stylu jeho zájem o literaturu, zvláště poezii. Široká paleta námětů a textů z české i světové literatury objevující se v jeho kompozicích poukazuje na neobyčejný rozhled. Zvláštní pozornost věnoval Foerster především J. V. Sládkovi, jehož verše tolikrát zhudebnil ve svých písních a sborech. Byl také prvním evropským skladatelem, který zhudebnil básně bengálského Rabíndranátha Thákura. Foerster představuje intelektuální, myslitelský typ skladatele tíhnoucí k metafyzice a náboženským tématům. Je snadné pochopit, proč byla jeho tvorba po roce 1948 nepohodlná a jeho rozsáhlý a různorodý skladatelský odkaz pro veřejnost omezen na vybranou sborovou tvorbu.

## Hudební dílo (výběr)

### Písně
- Pět písní ve slohu národním pro baryton, op. 2, 1882
- Písně jarní a podzimní, op. 11, 1886-88
- Petrklíče, op. 12, 1988
- Tři písně, op. 27, 1895
- Čtyři písně, op. 22, 1895
- Polní květy, op. 26, 1896
- Zpívající noc, op. 127, 1897-98
- Láska, op. 46, 1899-1900
- Zářivé dni, op. 69, 1900-02
- Písně na slova K. H. Máchy, op. 85, 1910
- Pohádka o dlouhé touze, op. 101, 1910
- Milostné písně, op. 96, 1914
- Čisté jitro, op. 107, 1914-18
- Kvetoucí magnólie, op. 132, 1924
- Šest zpěvů, op. 142, 1932-40
- Šest písní na básně Puškinovy, op. 161, 1937
- Tři zpěvy s orchestrem, op. 181, 1938
- Tři notturna pro hlas violoncello a klavír, op.163, 1939
- Šest písní na slova českých básníků, op. 165a, 1941-42
- Poslední písně F.X.Svobody, op. 180, 1943
- Rozmarných písních s průvodem klavíru, op. 184, 1945-46
- U bran štěstí, op. 186, 1946
- Písně červnových dnů, op. 189, 1948

### Sbory
- Tři dvojzpěvy, op. 82 , 1885
- Hymnus andělů, op. 13, 1889
- Česká píseň, op. 30b , 1890
- Devět mužských sborů, op. 37a (47), 1894-97
- Skon, op. 77b, 1898
- Modlitba na moři, op. 71, 1901
- Šest mužských sborů, op. 63, 1901-1907
- Jarní noc, op. 77b, 1909
- Most vzdechů, op. 87 II, 1911
- Čtyři bohatýři, op. 117, 1913
- Mrtvým bratřím, op. 108, 1918
- Co podzim dal, op. 110, 1919-20
- Devět mužských sborů, op. 102, 1910-21
- Vzhůru, spáči!, op. 112, 1920-21
- Zpěvy večera, op. 114a, 1920-23
- Oblačný pták, op. 134, 1927-28
- Sborové písně, op. 145, 1930-31
- Matičce, op. 164, 1932
- Sluncem a stínem, op. 118, 1934
- Máj, op. 159, 1936
- Tři sbory pro ženské hlasy a klavír, op. 178, 1939
- Dvanáct sborů pro mužské hlasy na básně J. V. Sládka, op. 171, 1925-44
- Píseň bratra Slunce, op. 173, 1944
- Kantáta 1945, op. 187, 1944-45

### Melodramy
- Amarus, op. 30a, 1897
- Faustulus, op. 31, 1890-95
- Norská ballada, op. 40b, 1905
- Romance štědrovečerní, op. 155a, 1934
- Cikánské děcko, op. 162b, 1940

### Opery
- Debora, op. 41, 1890-91
- Eva, op. 50, 1895-97
- Jessika, op. 60 (68), 1902-04; roku1906 nově přikomponováno 3. jednání
- Nepřemožení, op. 100, 1917; první skica již z roku1906
- Srdce, op. 122, 1921-22
- Bloud, op. 158, 1935-36

### Scénická hudba
- Princezna Pampeliška, 1897
- Šípková Růženka, op. 64, 1901
- Trilogie o Simsonovi, op. 62, 1906
- Večer Tříkrálový, op. 116e, 1922
- Julius Caesar, op. 116f, 1927

### Klavírní skladby
- Allegro a Scherzo, op. 5, 1885
- Miniatury, op. 17, 1885
- Jarní nálady, op. 4, 1887
- Listy z mého deníku, op. 18b, 1890
- Snění, op. 47, 1898
- Růže vzpomínek, op. 49, 1902
- Hudba večera, op. 79, 1904
- A jabloně kvetly, op. 52, 1905
- Taneční skici, op. 48, 1906
- Imprese, op. 73, 1907-09
- Skladby pro mého synáčka, op. 72, 1908-09
- Erotovy masky, op. 98, 1912
- Osenická suita, op. 129, 1926
- Črty uhlem, op. 136, 1927
- Pochod Mladé národní jednoty, bez op. č., 1939
- Den, op. 153b, 1939

### Komorní skladby
- I. Smyčcový kvartet E dur, op. 15, 1888
- Houslová sonáta h moll pro housle a klavír, op. 10, 1889
- II. Smyčcový kvartet D dur, op. 39, 1893; závěr z roku 1922
- II. Klavírní trio B dur, op. 38, 1894
- Sonáta pro violoncello a klavír č. 1, op. 45, 1898
- III. Smyčcový kvartet C dur, op. 61, 1907; přepracováno 1913
- Dechový kvintet, op. 95, 1909
- III. Klavírní trio a moll, op. 105, 1919-21
- Fantazie pro housle a klavír, op. 128, 1925
- Sonáta pro violoncello a klavír č. 2, op. 130, 1926
- Komorní hudba pro klavír a smyčcový kvartet, op. 138, 1928
- Dvě impromptu pro housle a klavír, op. 154, 1934
- Zbirožská suita pro violu a klavír, op. 167, 1940
- Sonata quasi una fantasia pro housle a klavír, op. 177, 1943
- Malá suita pro dvoje housle, op. 183a, 1944
- IV. Smyčcový kvartet F dur, op. 182, 1944

### Orchestrální skladby
- Slovanská fantazie, bez op. č. , 1884
- V horách, op. 7 , 1884
- I. Symfonie d moll, op. 9, 1887-88
- Suita c moll, bez op. č., 1891
- II. Symfonie F dur, op. 29 , 1892-93
- III. Symfonie D dur („Život“), op. 36, 1894-95
- Tragická ouvertura, op. 58, 1895
- Mé mládí, op. 44, 1900
- Cyrano de Bergera, op. 55 , 1903
- Večer v Belmontu, op. 59, 1903
- IV. Symfonie c moll („Veliká noc“), op. 54, 1905
- Slavnostní předehra, op. 70, 1907
- Suita ze Shakespeareho, op. 76 , 1908-9
- Legenda o štěstí, op. 83, 1909
- I. houslový koncert c moll, op. 88, 1910
- Jaro, op. 84, 1911
- Jaro a touha, op. 93, 1912
- II. houslový koncert d moll, op. 104, 1918/1926
- Jičínská suita, op. 124, 1923
- V. Symfonie d moll, op. 141, 1924-29
- Koncert pro violoncello a orchestr, op. 143, 1930

### Církevní skladby
- Stabat Mater, op. 56, 1891-92[6]
- Pět mužských sborů na církevní texty, op. 94, 1913-16
- Česká píseň mešní, op. 119, 1919
- Glagolská mše, op. 123, 1923
- Duchovní písně, op. 125, 1923-24
- Missa in honorem s. Francisci Assisiensis, op. 131, 1925-26
- Te Deum, op. 146, 1931
- Písně k sv. patronům českým, op. 68, 1932
- Hymnus k Panně Marii, op. 157, 1936
- Missa in honorem Sanctissimae Trinitatis, op. 170, 1940
- Smuteční písně, op. 168, 1941
- Missa in honorem S. Adalberti, op. 188, 1947
- Missa in honorem Beatae Mariae Virginis, op. 185, 1948

## Literární dílo (výběr)
- Stůl života, Praha 1920 (ed. J. Květ)
- Zápisník hudebníkův, Praha 1929
- Poutník, Praha 1929
- Poutníkovy cesty, Praha 1932
- Poutník v Hamburku, Praha 1938
- Co život dal, Praha 1942
- Poutník v cizině, Praha 1947
- libreta oper Eva, Nepřemožení, Srdce, Bloud
- kritiky a články do novin (např. Národní listy, Hamburger Nachrichten, Die Zeit)